# کاتارینا جانسون-تامپسون
کاتارینا جانسون-تامپسون (انگلیسی: Katarina Johnson-Thompson؛ زادهٔ ۹ ژانویهٔ ۱۹۹۳) ورزشکار دو و میدانی اهل بریتانیا است.